# Anthem (відеогра)
Anthem (укр. Гімн) — відеогра жанру Action/RPG і шутер від третьої особи. Розробник гри — студія BioWare Edmonton, видавець — Electronic Arts. Видана на платформах Microsoft Windows, PlayStation 4, Xbox One 22 лютого 2019 року.

## Ігровий процес

### Основи
В Anthem гравці виступають в ролі найманців Фрілансерів (англ. Freelancers), об'єднаних у загони до чотирьох осіб. Пілотуючи екзоскелети «Джавеліни» (англ. Javelin), що надають різні надлюдські здібності, гравці вирушають в експедиції за межі фортеці Форт Тарсіс (англ. Fort Tarsis), виконувати отримані там завдання — добування ресурсів, знищення монстрів і ворогів, збір інформації. Гравці можуть спілкуватися між собою за допомогою жестів. На завданнях збирається матеріали для майстрування і вдосконалення зброї та екзоскелетів. Також матеріали і зброя можуть бути знайдені у сховках, або отримані як винагорода за особливі завдання. Головним матеріалом є «бурштин» (англ. ember). У грі є дві внутрішні валюти — монети (англ. coins) й «осколки» (англ. shards). За них купуються нові елементи оформлення «Джавелінів» та жести. Виконуючи завдання, пілоти екзоскелетів заробляють досвід і зростаються за рівнями розвитку. Що вищий рівень, то якіснішу здобич і винагороди може отримати пілот, відкриваються додаткові слоти для вдосконалення «Джавеліна».
З допомогою «Джавелінів», Фрілансери можуть бігати, літати й плавати під водою, кожен костюм унікальний, передбачає власний стиль гри і бойову роль. Вивчаючи зовнішній світ, Фрілансери можуть брати участь у великомасштабних світових подіях, таких «Бурях змін» (англ. Shaper Storms), або стикатися з непередбаченими небезпеками, такими як дикі звірі і мародери.
Форт Тарсіс слугує головною базою, де Фрілансери можуть взаємодіяти один з одним, модернізувати своє обладнання і приймати нові квести. У форті гравець може перемикатися на режим від першої особи, проте битви за межами стіни ведуться виключно від третьої особи. За межами фортеці існують малі пересувні бази — «Страйдери» (англ. Striders).

### «Джавеліни»
Кожен з типів «Джавелінів» володіє унікальною бойовою роллю, набором зброї, з якими використовується, особливу рукопашну атаку і спеціальну здатність. На вибір гравця «Джавелін» може бути вдосконалений низкою модулів.
- Рейнджер (англ. Ranger) — універсальний легкий екзоскелет, в якому можна користуватись всією зброєю, крім важкої. В ближньому бою б'є ворогів струмом. Має слоти для гранат, різноманітної скорострільної зброї та створення захисного поля. Спеціальна здатність — вистрілює самонавідні ракети[3].
- Колос (англ. Colossus) — масивний міцний екзоскелет. З ним не можна користуватися пістолетами й автоматичними кулеметами, але «Колос» здатний нести важку зброю. В ближньому бою розкидає і приголомшує ворогів. Має слоти для установки потужної, проте здебільшого повільної зброї, або зброї з невеликою дальністю ураження. Може змушувати ворогів атакувати себе й посилювати союзників. Спеціальна здатність — атака з потужної облогової гармати з вибуховими снарядами[4].
- Перехоплювач (англ. Interceptor) — дуже легкий і вразливий, але швидкий, в якому можна користуватись всією зброєю, крім важкої. В ближньому бою користується кинджалами, що на відміну від інших «Джавелінів» не потребують часу на «перезарядку». Має модулі для диверсій та віддаленого завдання шкоди — виявлення ворогів, розставляння пасток і створення обманок, заморожування, отруєння тощо. Спеціальна здібність — ставати невидимим, викидаючи при цьому потужні леза[5].
- Буря (англ. Storm) — легкий екзоскелет, в якому можна користуватись всією зброєю, крім важкої. В ближньому бою відкидає ворогів. Додаткові модулі зосереджені на використанні вогню, заморожування та вітру як для атаки, так і підтримки союзників. Спеціальна здатність — створювати на вибір вибухи вогняної, льодяної чи електричної природи[6].

## Фабула
Події гри відбуваються на безіменній планеті, яку створили загадкові Творці. Вони планували завершити світ за 9 днів з допомогою «Гімну творіння», але на 3-й з невідомої причини покинули його, лишивши свої знаряддя активними. Тому світ Anthem лишився наповнений небезпечними територіями, звірами і катаклізмами. На планеті розвинулося місцеве людство, проте з часом воно покидало міста, рятуючись від небезпек і лишилося в єдиному місті — Форті Тарсіс. Це місто було засноване «Легіоном Світла», що винайшов і перший став застосовувати високотехнологічні екзоскелети — «Джавеліни». Завдяки цим винаходам люди змогли протистояти небезпекам світу, виходити за межі Форту Тарсіс і підтримувати місто.
Жителів Форту Тарсіс захищають і забезпечують ресурсами так звані Фрілансери. Як протилежність їм існує Домініон — мілітаристична фракція людей, що прагне захопити реліквії Творців і отримати контроль над «Гімном Творіння» та всім світом. Незадовго до початку подій гри вона активувала артефакт «Серце люті», що використовує силу «Гімну» для руйнування всього навколо, чому Фрілансери намагаються завадити.
«Джавеліни», крім того, що захищають від небезпек бронею, значно збільшують силу власника, наділяють здатностями до польоту, плавання під водою тощо. Хоча «Джавеліни» — це вершина людських технологій, їх виробляють вручну.

## Розробка
Спочатку Anthem був проєктом, зареєстрованим під кодовою назвою «Dylan», в BioWare заявили, що вони прагнули створити «Боба Ділана у відеоіграх — який існуватиме довгі роки». 10 червня 2017 року офіційний тизер для гри був випущений під час прес-конференції EA до E3 EA Play. Наступного дня в E3 2017 був продемонстрований попередній геймплей з режимом підтримкою 4K, що грається в реальному часі на Xbox One X.
Перший тизер гри відбувся на прес-конференції Electonic Arts в рамках E3 2014. Гра під назвою Anthem була офіційно анонсована на прес-конференції Electronic Arts EA Play 2017 в рамках E3 2017. Наступного дня на прес-конференції Microsoft був вперше показаний геймплей гри з нової консолі Xbox One X.
25 січня 2018 року, з'явилася інформація про перенесення гри з встановленої дати релізу — на 2019 рік. 1 червня 2018 року, до виставки E3 2018, BioWare випустила два міні тизер-трейлера гри, а також показ геймплей. Датою виходу було анонсовано 22 лютого 2019 року.
На виставці PAX West 2018 BioWare провели конференцію, де відповіли на питання про гру та представили концепцію «Наш світ. Моя історія». З неї стало ясно, що геймплей розділений на дві частини: за межами Форте Тарсіс гравець досліджує світ, виконує завдання, які занурюють його у світ гри і бере участь у так званих «Світових подіях». Це «Наш світ». Після цього гравець повертається в форт, де розповідь ведеться від першої особи. Тут гравець може взаємодіяти з персонажами, приймати рішення, що впливають на світ Anthem, і отримувати квести від фракцій і «агентів», кожен з яких є персонажем з прописаною історією. Виконуючи їхні завдання, гравці будуть глибше пізнавати їх і світ гри в цілому. Це «Моя історія».
Через критику після виходу з'явились чутки, що Anthem буде перезапущено за підтримки сторонніх розробників. Анонімне джерело повідомляло, що буде перероблено систему луту, завдання та соціальні елементи, зникне потреба повертатися в форт Тарсіс після кожного завдання. Цю інформацію було підтверджено 10 лютого 2020 року, коли в BioWare оголосили про переробку гри в наступні місяці з її переосмисленням, розширенням та постійною підтримкою. Проте 24 лютого 2021 року BioWare опублікувала повідомлення про те, Anthem більше не оновлюватиметься, а натомість компанія зосередиться на франшизах Dragon Age, Mass Effect і грі Star Wars: The Old Republic.

## Оцінки й відгуки
| Агрегатор  | Оцінка      |
| ---------- | ----------- |
| Metacritic | 60/100 (PC) |

| Видання                    | Оцінка |
| -------------------------- | ------ |
| Destructoid                | 7/10   |
| GameSpot                   | 6/10   |
| GamesRadar+                | [ 19 ] |
| IGN                        | 6.5/10 |
| PC Gamer (Велика Британія) | 55/100 |
| USgamer                    | [ 22 ] |

Anthem зібрала змішані оцінки, отримавши на агрегаторі Metacritic 61 бал зі 100 від критиків та 3,5 — 4,1 бали з 5 від гравців. Гру було розкритиковано за сумбурний сюжет, малу кількість контенту, невиправдано малі нагороди. Разом з тим графіка здобула загальне визнання.
У рецензії Gamespot виділялося, що політ є цікавою знахідкою в геймплеї, викликає інтерес кастомізація «Джавелінів» і деякі побічні персонажі з їхніми історіями. Але також зауважувалося, що попри можливість польоту, гра часто змушує приземлятися чи зависати на місці, виклад основного сюжету складний, гра в команді не завжди злагоджена, а битвам з босами бракує різноманітності й оригінальності.
IGN зауважили, що завдання в Anthem повторювані й одноманітні і розробники намагалися компенсувати це діалогами. Вона має унікальні місії та випробування для гравця, але вони відкладені на пізні етапи гри. Критикувалося, що зброя і здібності «Джавелінів» незбалансовані, є просто марні, а вміст скринь, які гравці знаходять на завданнях, невідомий до повернення у Форт Тарсіс. Систему мікротранзакцій натомість було названо ненав'язливою і відзначено, що вона пропонує здебільшого косметичні зміни, що не впливають на геймплей.